# Hans Dragehjelm
Hans Dragehjelm, født 17 februar 1875 i Nykøbing, død 2 april 1948 i København, var en dansk lærer og pædagog. 
Hans Dragehjelm er kendt for at introducere sandkassen til Danmark i 1908, nærmere bestemt på en grund i Christianshavn.  
Han skrev også adskillige bøger og afhandlinger om børns leg i sandkasser og var rådgiver for Indenrigsministeriet om design af legepladser. 
Hans Dragehjelm arbejdede sammen med Carl Theodor Sørensen, og i 1943 skabte de den første byggelegeplads, Emdrup Skrammellegeplads. 